# Nawira M19 2007
El Nawira M19 del 2007 fue la 2° edición del torneo de rugby juvenil de la confederación norteamericana.
Se disputó en las Islas Caimán.
El campeón clasificó al Trofeo Mundial de Rugby Juvenil 2008.

## Equipos participantes
- Selección juvenil de rugby de Barbados
- Selección juvenil de rugby de Guyana
- Selección juvenil de rugby de Islas Caimán
- Selección juvenil de rugby de Jamaica
- Selección juvenil de rugby de México
- Selección juvenil de rugby de Trinidad y Tobago

## Posiciones

### Grupo A
| Pos. | Equipo            | Encuentros | Encuentros | Encuentros | Encuentros | Tantos  | Tantos    | Tantos     | Puntos |
| Pos. | Equipo            | jugados    | ganados    | empatados  | perdidos   | a favor | en contra | diferencia | Puntos |
| ---- | ----------------- | ---------- | ---------- | ---------- | ---------- | ------- | --------- | ---------- | ------ |
| 1    | Guyana            | 2          | 2          | 0          | 0          | 50      | 23        | + 27       | 6      |
| 2    | Barbados          | 2          | 1          | 0          | 1          | 11      | 19        | - 8        | 4      |
| 3    | Trinidad y Tobago | 2          | 0          | 0          | 2          | 12      | 31        | - 19       | 2      |

Nota: Se otorgan 3 puntos al equipo que gane un partido, 2 al que empate y 1 al que pierda
|  | Finalista |

| 7 de julio | Guyana | 19 - 11 | Barbados |  |  |

| 9 de julio | Barbados | Ganó Barbados | Trinidad y Tobago |  |  |

| 11 de julio | Guyana | 31 - 12 | Trinidad y Tobago |  |  |

### Grupo B
| Pos. | Equipo       | Encuentros | Encuentros | Encuentros | Encuentros | Tantos  | Tantos    | Tantos     | Puntos |
| Pos. | Equipo       | jugados    | ganados    | empatados  | perdidos   | a favor | en contra | diferencia | Puntos |
| ---- | ------------ | ---------- | ---------- | ---------- | ---------- | ------- | --------- | ---------- | ------ |
| 1    | Jamaica      | 2          | 1          | 0          | 1          | 22      | 12        | + 10       | 4      |
| 2    | Islas Caimán | 2          | 1          | 0          | 1          | 30      | 25        | + 5        | 4      |
| 3    | México       | 2          | 1          | 0          | 1          | 6       | 21        | - 15       | 4      |

Nota: Se otorgan 3 puntos al equipo que gane un partido, 2 al que empate y 1 al que pierda
|  | Finalista |

| 7 de julio | Islas Caimán | 21 - 3 | México |  |  |

| 9 de julio | México | 3 - 0 | Jamaica |  |  |

| 11 de julio | Islas Caimán | 9 - 22 | Jamaica |  |  |

### Definición 5° puesto
| 14 de julio | Trinidad y Tobago | 12 - 6 | México |  |  |

### Definición 3° puesto
| 14 de julio | Islas Caimán | 18 - 7 | Barbados |  |  |

### Final
| 14 de julio | Jamaica | 14 - 14 | Guyana |  |  |

| Bandera de Jamaica |
| Campeón Jamaica    |
| Primer título      |